# 大江戸
大江戸（おおえど）とは、江戸時代、江戸城築城以来大きく拡大していった江戸の町の広がりと繁栄を示す雅語である。 この語が定着したのは18世紀の後半とされ、その範囲は朱引として定められた。

## 概要
「大江戸」という表現がみられる最も古い記録としては、明和8年（1771年）の『本朝水滸伝』（建部綾足）、寛政元年（1789年）の『通気粋語伝』などが知られる。
また、江戸の原型が出来上がったのは延宝年間（1673–81年）であり、この頃に、北は千住から、南は品川まで町屋が続く、「大江戸」が出現したともいわれる。
当初「二里四方」といわれた江戸の町だが、この時期には「四里四方」といわれる都市レベルにまで拡大していたという。

## 御江戸
江戸に対するもうひとつの慣用表現として、「御江戸」「お江戸」がある。
「御江戸」という言葉が初めて現れたのは、元和4年（1618年）の『竹斉』で、遅くとも17世紀の半ばには普通に使われるようになっていたとされる。地名に「御」を付ける例は、江戸にだけ特別にみられ、そこに住む将軍への敬意を示しているとも解釈される。